# Ten Storey Love Song
Ten Storey Love Song — це пісня гурту «The Stone Roses», яка була видана другим синглом з їхнього альбому Second Coming, у березні 1995 року.

## Композиції
7"/Cassette
- (Geffen GFS 87) / (Geffen GFSC 87,)

1. «Ten Storey Love Song»
2. «Ride On»

12"/CD
- (Geffen GFST 87)/(Geffen GFSTD 87)

1. «Ten Storey Love Song»
2. «Moses»
3. «Ride On»